# G'uzor
G'uzor, a veces escrito Guzar, es una localidad de Uzbekistán, en la república autónoma de Karakalpakia.
Se encuentra a una altitud de 529 m sobre el nivel del mar. 

## Demografía
Según estimación 2010 contaba con una población de 26592 habitantes.